# オッドタクシー
『オッドタクシー』（ODDTAXI）は、P.I.C.SとOLMの共同制作による日本のテレビアニメ作品。2021年4月から6月までテレビ東京ほかにて放送された。

## 概要
主人公のタクシードライバー・小戸川を中心とした群像劇。現代の東京らしき街が舞台だが、登場するキャラクターは全員擬人化した動物の姿をしている。漫画家の此元和津也が本作で初めてオリジナルテレビアニメの脚本を務める。収録はプレスコで行われた。本編の時系列は2021年10月から12月末となっている。
劇中終盤での『オッドタクシー作戦』決行日にあたる2021年12月25日に映画化が発表され、2022年5月3日には舞台化も発表された。
テレビアニメ版は、第25回文化庁メディア芸術祭アニメーション部門新人賞を受賞した。
2023年2月24日に新プロジェクト「RoOT / ルート オブ オッドタクシー」が始動。それに先駆けてコミカライズ版の連載が開始された。

## 制作
ティザービジュアルの公開およびキャストの公表は、2021年1月15日に発表された。ティザービジュアルはキャスト名が記された街頭ネオンをバックに、笑顔を見せない登場人物達が逆光で立ち並ぶイラストが用いられた。

### 経緯
本作の監督である木下麦はストーリー性のあるアニメーション作品を作りたいと望んでおり、2016年頃プロデューサーの平賀大介の元に企画を持ち込んだ事が始まりである。それまで『タイムスクープハンター』やミュージックビデオなどの実写映像作品を得意としていたP.I.C.S.にとってテレビアニメーションはほとんど初挑戦であった。企画当初の時点で登場人物が擬人化した動物という設定は同じだが3人組の大学生が送る平穏な日常というストーリーで、樺沢太一・長嶋聡・田中一が主人公、タクシー運転手の小戸川宏は脇役になる予定だった。
しかし原作のないオリジナル作品で企画を進めていくにはインパクトが必要であり、見た目のビジュアルに反して元のストーリーより生々しい世界を描くのが面白いという流れで企画のコンセプトが変わっていった。木下と平賀は当時会社の後輩からの勧めで此元和津也が描いた漫画『セトウツミ』のストーリーと会話劇を気に入り、此元に本作の脚本を依頼。此元はこれを引き受け、タクシー運転手の小戸川宏を主人公に変更し、様々な登場人物が車内での会話劇によって事件の本筋にたどり着くサスペンスなストーリーに仕上げていく。
一方製作委員会の立ち上げには国内外のパートナー探しに苦戦するなど困難を極めた。最終的にP.I.C.S.と同じグループ会社のOLMに相談した事で快く引き受け制作体制が決定。製作委員会の形も組み上げていく。制作の途中で新型コロナウイルス感染が流行、打合せと収録はリモートで行われた。

### 演技・キャスティング
主人公の小戸川宏の声には心が子供のまま大人になってしまった41歳という設定を踏まえ、花江夏樹が選ばれた。花江は当初41歳の主人公を演じるためにより低い声で挑んだが、監督から「そんなに無理して低くしなくていいですよ」と言われ、自然に無理なく出せる低さで演じた。
本作のキャストにはお笑い芸人のミキ、ダイアン、たかし（トレンディエンジェル）、村上知子（森三中）、ガーリィレコードやラッパーのMETEORが起用された事でも話題になった。大門兄 役の昴生（ミキ）は本作が声優初挑戦で、慣れない標準語の発音や普段よりクールな役を演じるのに非常に苦戦し、収録途中監督の木下に対して「どうしたらいいか分からん！」と嘆く事もあったと振り返っている。
収録はプレスコ形式が採用された。その理由は、実写ドラマのような自然な会話を取りたいという木下のコンセプトがあり、アフレコに慣れているキャストが動物の見た目を気にして演じてしまうのを防ぐためでもある。キャストのインタビューによると最初の収録は2020年頃から行われ、第3話辺りまでは複数人で行われたが、新型コロナウイルス感染症流行の影響により一旦中止。再開後は期間を開けて1人ずつ収録が行われた。またユースケ（ダイアン）は、自身が演じた柴垣役は一日でほぼ全セリフを収録したとラジオで語っている。

## あらすじ
天涯孤独の個人タクシー運転手・小戸川は、他人と関わりたがらず少し偏屈で無口な変わり者であるが、平凡な生活を送るため乗客や数少ない友人との会話に応じることでコミュニケーションと自我を保っていた。
そんなある日、練馬区の女子高生行方不明事件に小戸川が関わっていると噂が立ち、双子の警察官大門兄弟の兄は小戸川のタクシーのドライブレコーダーからメモリーカードを無理矢理没収し、ヤクザのドブに引き渡す。
小戸川は不眠症で医師・剛力の個人病院に通院しているが、病院に勤務する看護師・白川からアプローチされる。だが彼女は病院から薬物を横流ししていた。白川は訳あってドブに脅されていると小戸川に吐露する。
小戸川の友人柿花はマッチングアプリでプロフィールを偽り、18歳の女子大生とデートにこぎつけ有頂天になるが、彼女は美人局で柿花は監禁される。その正体はアイドルグループ「ミステリーキッス」のメンバー市村しほで、彼女のバックにはドブと対立するヤノがいた。
小戸川は、全ての悪事を露見させることを決意する。
ドブはヤノが狙う今井が宝くじで当選させた10億円を横取りする「オッドタクシー作戦」を小戸川に持ちかけるが、小戸川は協力する見返りにドブに白川から手を引かせ、監禁された柿花を救出させる。また大門弟や今井らに対し裏工作を行う。
剛力は小戸川の不審な言動や思考が気になり独自に身辺調査を行い、小戸川のかつての主治医から彼の秘密を聞き出す。
作戦決行の12月25日、ドブはヤノが狙っていた大金を騙しとるが、小戸川を私怨から付け回していた田中がドブを銃撃。1億円を積んだ小戸川のタクシーはヤノやパトカーに追い回され、海に飛び込む。
タクシーに閉じ込められた小戸川は溺れながら過去を回想するが、白川が窓を壊して小戸川を救出。救急車の中で目覚めた小戸川は自分や周囲が動物ではなく人間に見えるようになっていた。小戸川は海から回収された1億円を今井から渡されると、恩人に寄付する。
小戸川の入院中、女子高生こと三矢ユキの死体遺棄容疑でミステリーキッスの二階堂ルイ、マネージャーの山本、ヤノが逮捕される。ルイがライバル視していたユキが何者かに殺害されたのを発見し、山本が遺体の始末をヤノに依頼したことから事件は始まっていた。
物語は小戸川のタクシーにユキ殺害の真犯人和田垣さくらが乗り込むシーンで幕を閉じる。

## 登場人物
擬人化した動物はほとんどが哺乳類であるが、背景や周囲にワニやカメといった爬虫類も稀に登場するほか、擬人化されない普通のネコも登場する。さらに普通の鳥類は登場しているが、擬人化はされていない。実は登場人物は全て人間で、本作の世界観は小戸川の視点から見たものである事が最終回で明かされている。
「声」はテレビアニメの声優。

### 主要登場キャラクター
小戸川宏（おどかわ ひろし）
声 - 花江夏樹
本作の主人公。個人タクシー運転手のセイウチ。41歳。生年月日は1980年5月25日。
他人に対してあまり心を開かず、少し偏屈な変わり者だが、真面目で情に厚い一面もある。癖のある人物と何かと縁があり、乗客や友人との会話では冷静にツッコミを入れる事が多い。日課は寝る前に落語を聞いたり、趣味は仕事中のラジオ。相手が「何の動物なのか」をいったん認識できれば、以降は人混みからでも瞬時にその人物を見分けられる特技を持つ。剛力・柿花とは友人。大門兄弟からは目の敵にされている。
本人は両親に捨てられたと語っており、家族はいない。いわゆるアダルトチルドレンで、子供時代のトラウマを抱えていることを起因に、不眠症を患っている。生活面では一人暮らしのはずであるが、自宅のシーンでは勝手に居ついたという「何者か」に話しかけており、周囲からも不審に思われている。
本作の冒頭にて、練馬の女子高生が行方不明になった事件のニュースが流れるが、「小戸川はこの事件と関係があるのではないか」と噂になっている。タクシーに車内撮影が出来るタイプのドライブレコーダーを付けており、このデータを巡って事件に巻き込まれていく。
実は不遇な幼少期を送っており、不倫で家に帰らない父やそれに対して自暴自棄になり自らに暴力を振るう母を両親とする家庭内暴力が蔓延する家で育った。また、学校でも体型や運動・勉強も人並み以下だったことからイジメの対象や教師たちからも目の敵にされており、泣いた様子が「セイウチみたい」と揶揄われた事が後々自らのアイデンティティとなっていく。ある日、母が運転し泥酔状態の父を乗せた車で埠頭に飛び込む形で起こした一家心中に巻き込まれ、唯一生存するもその際に脳のダメージで発症した視覚失認によって自分の目で見えているものを正しく認識できなくなっており、自身を含めた人間が全て様々な動物に見えるようになっている。

白川美保（しらかわ みほ）
声 - 飯田里穂
本作のヒロイン。アルパカ。28歳の剛力医院の看護師。第1話から登場。生年月日は1993年11月21日。
性格は落ち着いているが、小戸川との会話では天然でお茶目な一面ものぞかせる。ダイエットの一環でカポエイラを習っている。柿花曰く「綺麗な娘さん」で、小戸川に好意を抱いている素振りを見せる。この他にも着衣のまま小戸川を担いで泳ぐなど、元々身体能力はかなり高い。
「世界にひとつしかない」という呑楽消しゴムを持っている。
剛力歩（ごうりき あゆむ）
声 - 木村良平
ゴリラ。41歳の剛力医院の院長。妻子持ち。第1話から登場。
大柄な体格と、冷静沈着かつ聡明で真面目な性格の持ち主。小戸川と柿花とは友人で、小戸川の主治医でもある。
不眠の症状が続く小戸川を心配し、大きな病院に行く事を説得するよう、柿花とタエ子に頼んでいる。それと同時に小戸川の精神面の心配から独自に小戸川の身辺調査を行い、本人の言動とは違う小戸川の衝撃の過去を知る事になる。

柿花英二（かきはな えいじ）
声 - 山口勝平
シロテテナガザル。41歳の清掃員。独身。第1話から登場。
普段は明るく振る舞っているが、根は卑屈な性格の持ち主。最終学歴は高卒で、自他ともに認める冴えない風貌から、自身は社会から見れば掃除される側だと考えている。小戸川と剛力とは友人。
婚活中でマッチングアプリを使っているが、モテるために年収を高く偽って登録してしまい、見栄を張るために借金をするなど次第に追い詰められていく。
劇場版『イン・ザ・ウッズ』では小戸川を殺害しようとした和田垣の逮捕に貢献したとして表彰されている。

ドブ / 溝口恭平（みぞぐち きょうへい）
声 - 浜田賢二
ゲラダヒヒ。39歳のチンピラ。黒田の部下。第1話から登場。
喧嘩が強く、プロの格闘家を倒したと噂されている。指名手配犯だが、警察官である大門兄と繋がりを持っており、小戸川のドライブレコーダーのデータを押収させるなど、自分に協力させている。同じく黒田の部下であるヤノとは犬猿の仲。
白川とはかつて恋人同士であり、彼女の借金の肩代わりをすると同時に従わせていた。小戸川が白川に好意を持っている事を知り、事あるごとに白川の名前を出して小戸川を脅す。その一方、白川と小戸川には思うところがある節を見せている。

### ミステリーキッス
地下アイドル活動を経てメジャーデビューを迎えた、3人組のアイドルグループ。苗字は一・二・三から。
二階堂および山本逮捕後の処遇はTV版では不明だったが、劇場版「イン・ザ・ウッズ」の新規カットで描かれた新聞記事には解散が報じられた。
二階堂ルイ（にかいどう ルイ）
声 - 三森すずこ
トイプードル。同メンバーのセンターである18歳のアイドル。第1話から登場。
ルックス抜群の美女であり、歌やダンスも巧みにこなす。また、プライドが高く負けず嫌いな性格の持ち主で、トップアイドルの座に固執している。
最終話にて三矢ユキ殺害・死体遺棄の容疑で山本、ヤノ、関口共々逮捕された。

市村しほ（いちむら しほ）
声 - 小泉萌香
三毛猫。同メンバーである18歳のアイドル。第1話から登場。
貧乏な家庭で育ち、金持ちになりたいと考えている。風呂の入浴と温泉めぐりが趣味。「ヤバい」が口癖。
アイドルとして活動する際は仮面を着用している。
ヤノから「金持ちの男と付き合う」という美人局を任されており、マッチングアプリで高収入を偽っている柿花と接触する。

三矢ユキ（みつや ユキ） / 和田垣さくら（わだがき さくら）
声 - 村上まなつ
黒猫。同メンバーである18歳のアイドル。第1話から登場。
大分県出身で、実家を出て上京し現在に至った。作中序盤では無邪気な性格を見せており、率直すぎる発言でマネージャーの山本から怒られる場面もある。から揚げが好物である事や、「母子家庭で育ったため、母親（声 - 一龍斎貞弥）に恩返ししたい」という思いなどを語る。
市村と同じく、アイドルとして活動する際は仮面を着用している。
正体は和田垣さくらという別の人物で、2年前にミステリーキッスのオーディションに惜しくも落選した事を逆恨みして三矢ユキを殺害し、真実を知らない山本の計らいで替え玉にするという形で彼女に成り代わっていた。最終話のラストでその罪を二階堂達になすりつけて逃げおおせた後、タクシーに乗り込んで小戸川の前に姿を現すところでTV版は終了する。オーディオドラマや劇場版『イン・ザ・ウッズ』ではその後が描かれており、盗聴された記録や10月4日のドライブレコーダーの映像を回収する為にタエ子や長嶋、佐藤を襲い、さらにタクシーに乗り込み小戸川を包丁で殺害しようとするが、柿花がタクシーに乱入したことで失敗し、殺人未遂容疑で逮捕されたことが明かされている。

山本冬樹（やまもと ふゆき）
声 - 古川慎
キツネ。34歳のミステリーキッスのマネージャー。第1話から登場。
本人は自覚していないが、身長が高くハンサム。ヤノや関口と繋がりがあり、本物の三矢ユキの死体遺棄に加担していた。
最終話にて三矢ユキ殺害・死体遺棄の容疑で二階堂、ヤノ、関口共々逮捕された。

### 大門兄弟
ミーアキャットの一卵性双生児の兄弟。どちらも第1話から登場。2人とも警察官で、幼少期に両親がタクシーによる轢き逃げに遭い死亡した事を理由にタクシー全般を毛嫌いし、悪を懲らしめる為に警察官を目指した背景がある。それ故、タクシードライバーの小戸川とは犬猿の仲。普段は「兄ちゃん」「弟」と呼び合っている。
大門兄 / 大門堅志郎（だいもん けんしろう）
声 - 昴生（ミキ）
36歳。つり目で高慢な性格。口が悪く重箱の隅を突くような違反の取り方をするため、小戸川からは嫌な奴と思われている。
小戸川を女子高生失踪事件の犯人と疑いつつも、小戸川のドライブレコーダーのデータを押収した上、警察に行かないよう忠告してデータをドブに渡したり、ドブを乗せた小戸川が出したSOSランプをわざと見逃すなど、ドブと繋がりのある描写があり、怪しい行動を起こしているなど、所謂汚職警官の類。弟の事は大事に思っているが、ドブとの関係は隠しており、弟がその事を察しそうなときは話題を逸らすなど、単純な性格を利用し言いくるめている。
大門弟 / 大門幸志郎（だいもん こうしろう）
声 - 亜生（ミキ）
36歳。垂れ目で白の眼鏡をかけている。少し抜けている性格。兄を心から信頼しており、言われた事は全て真に受ける。ドブや同僚からも「バカ」と称される程単純だが、正義感が強く、兄と小戸川の会話を聞き逃さないなど、かなり鋭い面もある。
小戸川から兄とドブが繋がりがある事を聞かされ、信じないと言いつつも兄に対し思い当たる節があるのか思い悩んでいる様子。

### ホモサピエンス
関西から上京した結成14年の漫才コンビ。漫才大会「N-1」に挑戦している。東京での知名度はいまひとつ。小戸川は彼らのラジオ番組を毎週聞いており、第2話で客として2人を乗せる。
柴垣健介（しばがき けんすけ）
声 - ユースケ（ダイアン）
イノシシ。34歳のボケ担当。生年月日は1987年1月20日。第1話に声のみ登場し第2話以降本格的に登場する。
ネタ作りを担当している毒舌家。お笑いに対して強い持論と自負があり、「1人を傷つけても10人が笑うネタにこそ価値がある」というシビアな価値観を持つ。
今井と同じキャバクラでバイトをしている。

馬場敦也（ばば あつや）
声 - 津田篤宏（ダイアン）
ウマ。34歳のツッコミ担当。第1話に声と画像のみ登場し第2話以降本格的に登場する。
柴垣と対照的に人当たりが良く、上昇志向もあまりない性格。「誰も傷つけない笑いが一番いい」と考えている。
グルメリポーターへの抜擢を機に、人柄の良さが世間にウケて人気が出はじめ、馬場だけの仕事が入るようになる。
密かに二階堂と付き合っている。

### 煩悩イルミネーション
お笑いコンビ結成から4年目で、ホモサピエンスの後輩にあたる。第2話にコンビ名のみ登場し、第10話から出番は少ないながらも登場する。
福本大地（ふくもと だいち）
声 - 高井佳佑（ガーリィレコード）
パンダ。27歳のボケ担当。

近藤繁之（こんどう しげゆき）
声 - フェニックス（ガーリィレコード）
ヒョウ。27歳のツッコミ担当。

### その他の主なキャラクター
樺沢太一（かばさわ たいち）
声 - たかし（トレンディエンジェル）
コビトカバ。22歳の大学4年生で就職活動中。第1話から登場。本作の最初の小戸川の客。
性格は生意気で目立ちたがり屋だが根は小心者。承認要求が強く、SNSでバズりたい願望が強すぎるあまり「ネタは捏造でも良い」と卑怯ともとれる考えを持っている。
小戸川に自分とのツーショットを撮らせてネタを捏造しSNSにアップしたところ、背景に指名手配犯のドブが写り込んでいた事で話題になった。以降、さらに「バズる」事に執着し、自ら大学を退学して自身の動画チャンネルでドブを捕まえる事を宣言するなど過激な行動を取るようになり、樺沢の信者も現れていく。

原田タエ子（はらだ タエこ）
声 - 村上知子（森三中）
カンガルー。居酒屋「やまびこ」の女将。47歳。第1話から登場。
みんなのお母さん的存在で、小戸川や柿花からは「ママ」と呼び慕われている。時折、鋭い観察力を見せる。

長嶋聡（ながしま さとし）
声 - 高杉真宙
キリン。17歳の高校生。第1話から登場。
ホモサピエンスのファンでラジオのハガキ職人。ホモサピエンスのコントに関しシビアな意見を述べている。
オーディオドラマではアマチュア無線による盗聴を趣味としており、それをインターネットに公開している。

今井旬（いまい しゅん）
声 - 酒井広大
スカンク。24歳のキャバクラボーイ。第1話から登場。
素直で明るい性格で、人懐っこさを見せる。ミステリーキッスの熱烈なファンで、特に二階堂ルイの太客となっており、「ルイたん」と慕っている。ミステリーキッスが地下アイドルだった時代から追いかけており、今の三矢ユキはダンスにキレがない事に気付いていた。
小戸川のタクシーに乗車した際、小戸川に好きな番号を聞き、その番号で買った宝くじで10億円を当てた。お礼として小戸川を勤め先のキャバクラ「ホワイトドルフィン」に招待した後、発砲事件に巻き込まれる。
宝くじで10億円を当てたのをSNSで公開した事がきっかけでヤノ、関口に目を付けられる。

笑風亭呑楽（しょうふうてい どんらく）
声 - 大塚芳忠
マンドリル。58歳の大御所落語家。第1話から登場。
漫才大会で審査員を務めるほどの著名人。彼自身をモデルにして作られた呑楽消しゴムが存在する。
実は行方不明の女子高生と称されている三矢ユキの父親である。

女子高生（仮称） / 三矢ユキ
声 - 鬼頭明里
黒猫。行方不明の18歳の女子高生。第1話のニュースで言及され登場。
2021年10月4日午後10時頃に家族と話した後に深夜に外出し、自宅近くのコンビニエンスストアで買い物をしてタクシーに乗車。その後、東京都練馬区で行方不明になる。その正体はミステリーキッスの（本物の）三矢ユキであり、家出した理由は自らの父親が反社会勢力と繋がりがあり、それが表にリークされた時は間違いなく自分達はアイドルとしてデビューすることができなくなるという反感から。後に何者かによって殺害され、最終話の終盤でその犯人が和田垣である事が発覚した。

黒田茂（くろだ しげる）
声 - 黒田崇矢
マレーバク。和彫りの刺青が特徴的なボス。58歳。第2話から登場。
小戸川と柿花が通うサウナ赤道に頻繁に出入りしている。行方不明の女子高生の行方を調べるよう部下のドブに指示を出す。
強面な顔や言動・刺青から勘違いされがちだが良心的な人物で、財団法人と偽って親を失った身寄りのない子供達を助ける為資金・経済的援助を行っており、突然両親を失った小戸川や大門兄弟らもその1人。部下達にも恐れられているが、仕事をさせる中で「絶対に人を殺さない事」というルールを強制させている。

田中一（たなか はじめ）
声 - 斉藤壮馬
ピューマ。24歳。ゲーム会社に勤務する会社員。第3話から登場し、第4話の主人公としても登場する。
普段は大人しい性格だが、1度物事にハマると病的なまでにのめり込むタイプ。スマートフォンゲーム「ズーロジカルガーデン（通称：ズーデン）」のヘビーユーザー。
小学校時代、ネットオークションでレアな消しゴムである呑楽消しゴムを入手しようと入札していたが、落札されたのに結局呑楽消しゴムを受け取れず、出品者から10万円を騙し取られた経験がある。大人に成長した後、その出品者がズーデンのランキング1位に浮上している事を知り、ランクを近づけて復讐しようと、ズーデンのレアキャラであるドードーを入手するために課金していたが、ドードーを入手したと同時に小戸川のタクシーと接触し、その際にスマホを溝に落としてズーデンのデータが初期化してしまい、この事から小戸川に対して憎悪の念を抱いている。ちなみに、その出品者はドブである事が第12話で明かされる。
小学校時代から「まる」という名前のオカメインコを飼っていたが、ズーデンのデータが初期化した翌日に寿命で他界した。

関口東吾（せきぐち とうご）
声 - 堀井茶渡
シロクマ。33歳。ヤノの舎弟かつボディーガード。第3話から登場。
体格は2m弱の大柄で、喧嘩が強い上にITにも強く、小戸川のアドバイスを受けて引っ越しをした今井のSNSにアップされた写真の特徴から今井の居場所を突き止める。

ヤノ / 矢野治人（やの はるひと）
声 - METEOR
ヤマアラシ。27歳。第3話にイメージとして後姿のみ登場し、第7話から本格的に登場する。
自他ともに認めるインテリであり、小柄で腕っぷしは弱いため、荒事は関口に任せている。ドブの後輩に当たるが、ライバルかつ犬猿の仲でもある。
普段はくだけた態度を装って、ラップ調で韻を踏んだ独特な喋り方をする。しかし動揺すると普通の喋り方に戻り、関口から「韻が踏めてないです！」と驚かれる。
ドブ、ヤノ、関口の出会いはオフィシャルブックの袋とじに掲載された「2019」で詳しく描かれている。

今村花音（いまむら かのん）
声 - 汐宮あまね
ネコ。19歳のフリーター。第5話から登場。
アルバイトなどをしつつアイドルを目指している。
劇場版「イン・ザ・ウッズ」では何者かによって雇われた探偵である事が判明した。

鈴木玲奈（すずき れな）
声 - 神楽千歌
ウサギ。19歳のフリーター。第5話に後姿と声のみ登場し第6話から本格的に登場する。
花音と同様、アルバイトなどをしつつアイドルを目指している。
劇場版「イン・ザ・ウッズ」では何者かによって雇われた探偵である事が判明する。

佐藤省吾（さとう しょうご）
声 - 虎島貴明
モグラ。小学校時代の田中のクラスメイト。第4話に登場。小学校時代の消しゴム集めがブームになっていた頃はレアな消しゴムを複数所持しており、他のクラスメイトから注目を集めていた。
劇場版「イン・ザ・ウッズ」では大人に成長した姿で登場し、花音、玲奈と共に何者かによって雇われた探偵である事が判明した。劇場版での証言パートは佐藤を含む3人の視点で描かれている。

## スタッフ
- 企画・原作 - P.I.C.S.[12]
- 脚本 - 此元和津也[12]
- 監督・絵コンテ - 木下麦[12]
- 副監督 - 新田典生[12]
- キャラクターデザイン - 木下麦、中山裕美[12]
- 美術監督 - 加藤賢司[12]
- 色彩設計 - 大関たつ枝[12]
- 撮影監督 - 天田雅[12]
- 編集 - 後田良樹[12]
- 音響監督 - 吉田光平[12]
- 音響制作 - ポニーキャニオンエンタープライズ[12]
- 音楽 - PUNPEE[12]、VaVa[12]、OMSB[12]
- 音楽制作協力 - SUMMIT[12]
- 音楽プロデューサー - 鎗水善史
- 音楽制作 - ポニーキャニオン[12]
- 企画プロデュース - 平賀大介
- プロデューサー - 伊藤裕史、鍋岩晶子、数野高輔、釜秀樹、黒須信彦、山田貢、飯塚彩、竹村崇史
- アニメーションプロデューサー - 吉岡大輔
- アニメーション制作 - P.I.C.S.[12]×OLM Team Yoshioka[12]
- 製作 - 小戸川交通

## 主題歌

### オープニングテーマ
「ODDTAXI」
スカートとPUNPEEによるオープニングテーマ。作詞・作曲はスカートとPUNPEE、編曲はPUNPEE。
後に、同局『有吉ぃぃeeeee!そうだ!今からお前んチでゲームしない?』2022年4月度エンディングテーマに起用された。

### エンディングテーマ
「シュガーレス・キッス」
三森すずこによるエンディングテーマ。作詞・作曲・編曲はPandaBoY。
「壁の向こうに笑い声を聞きましたか」（第6話）
トニーフランクによる第6話の特別エンディングテーマ。作詞・作曲はトニーフランク、編曲は福井一史。

### 挿入歌・イメージソング
「超常恋現象」（第1、7、11話）/「波間にKISS」（第2、11話）
ミステリーキッスによる挿入歌。作詞・作曲・編曲はVaVa。
「2019」
「オッドタクシー」のヤノにフォーカスしたMETEORの新作発売、PUNPEEら参加。

## 各話リスト
| 話数 | サブタイトル             | 演出       | 作画監督                     | 総作画監督        | 初放送日      |
| ---- | ------------------------ | ---------- | ---------------------------- | ----------------- | ------------- |
| #1   | 変わり者の運転手         | 山井紗也香 | 大野美葉 木下雪映 大和葵     | 大河しのぶ        | 2021年 4月6日 |
| #2   | 長い夜の過ごし方         | 西田健一   | 木下雪映 大和葵              | 中山裕美          | 4月13日       |
| #3   | 付け焼き刃に御用心       | 沼山茉由   | 河野仁美 志村隆行            | 大河しのぶ        | 4月20日       |
| #4   | 田中革命                 | 大庭秀昭   | 土信田和幸 山縣亜紀          | 中山裕美          | 4月27日       |
| #5   | アイドルなんて呼ばないで | 粟井重紀   | 謝宛倩 大野勉 田中千駿       | 中山裕美          | 5月4日        |
| #6   | なんでやねんが聞きたいよ | 西田健一   | 平良哲朗 河野仁美            | 大河しのぶ        | 5月11日       |
| #7   | トリック・オア・トリート | 沼山茉由   | 志村隆行 大和葵 木下雪映     | 中山裕美          | 5月18日       |
| #8   | Bless you                | 山井紗也香 | 山縣亜紀 土信田和幸          | 大河しのぶ 佐藤陵 | 5月25日       |
| #9   | ヒーローの憂鬱           | 西田健一   | 大野美葉 木下雪映            | 中山裕美          | 6月1日        |
| #10  | 俺たちに明日はない       | 興満録助   | 荒井怜子 黒田小百合          | 大河しのぶ        | 6月8日        |
| #11  | あの日に戻れたら         | 大庭秀昭   | 河野仁美 平良哲朗            | 中山裕美          | 6月15日       |
| #12  | たりないふたり           | 沼山茉由   | 大和葵 志村隆行              | 大河しのぶ 佐藤陵 | 6月22日       |
| #13  | どちらまで？             | 山井紗也香 | 大野美葉 山縣亜紀 土信田和幸 | 中山裕美          | 6月29日       |

## 放送局
| 放送期間                 | 放送時間                     | 放送局         | 対象地域   | 備考                                            |
| ------------------------ | ---------------------------- | -------------- | ---------- | ----------------------------------------------- |
| 2021年4月6日 - 6月29日   | 火曜 2:00 - 2:30（月曜深夜） | テレビ東京     | 関東広域圏 | 製作参加                                        |
| 2021年4月7日 - 6月30日   | 水曜 23:30 - 木曜 0:00       | AT-X           | 日本全域   | 製作参加 / CS放送 / 字幕放送 / リピート放送あり |
| 2021年7月8日 - 9月30日   | 木曜 0:30 - 0:59（水曜深夜） | BSテレ東       | 日本全域   | BS・BS4K放送                                    |
| 2022年7月5日 - 9月27日   | 火曜 1:30 - 2:00（月曜深夜） | テレビ北海道   | 北海道     |                                                 |
| 2022年7月31日 - 10月23日 | 月曜 0:50 - 1:20（日曜深夜） | テレビ山梨     | 山梨県     | にちようスクエア枠                              |
| 2022年9月27日 - 12月19日 | 火曜 0:30 - 1:00（月曜深夜） | 奈良テレビ放送 | 奈良県     |                                                 |
| 2023年1月17日 -          | 火曜 0:00 - 0:30（月曜深夜） | テレビ大阪     | 大阪府     |                                                 |

インターネットではAmazonプライム・ビデオにて、2021年4月6日より見放題独占配信。2022年7月1日よりHulu、Netflix、U-NEXT、dアニメストア、Paravi、Abemaでの配信を開始。

## Blu-ray / DVD
いずれもポニーキャニオンより発売。セルDVDは全4巻の「ビジュアルコミック」（いわゆるフィルムコミック）の特装版に同梱される形で、2021年5月から8月にかけて月1巻ペースでリリース。レンタルDVDは全6巻で、2021年5月から8月にかけて毎月リリースされ、2・3巻は6月に、5・6巻（最終巻）は8月にそれぞれ2巻同時リリース。
※下記の出典
本作品は当初映像単独のパッケ－ジメディア化をする予定はなかったが、2021年6月にテレビ本放送が終了した後、クラウドファンディング形式でのBlu-ray BOXの発売を目指すスペシャルプロジェクト「プロジェクト“ODDTAXI”」が始動。上記出典のリンク先に設置されたプロジェクト特設サイトにて2021年9月30日までに受注予約が300セットに達したら発売が決定される。（受注300セットについては受注開始当日に達成し、発売は確定。2022年3月にリリース予定）
発売が確定する最低限の仕様（本編BD、基本特典付き）から、受注数が多くなればなるほど下記表のとおり同梱特典が豪華になっていく。同梱特典については2021年9月27日時点で目標の受注数（3000セット）に達したため、全ての特典が同梱される事となり、最終的な受注数は6038セットとなった。2022年7月6日には一部特典を除いたBlu-ray BOXの通常版が一般販売された。
| 仕様                                      | 目標受注数 ※ 「○」は達成の印 | 特典 | 通常版収録 |
| ----------------------------------------- | ---------------------------- | --- | ---------- |
| ようやく春が来そうなんだ仕様              | 300 ○                        | ビジュアルコミック全4巻とBD-BOXが収録できる 「描き下ろしイラストBOX」を付属 | ×          |
| はい、ありがとう仕様                      | 400 ○                        | 上記特典に「描き下ろしスタッフアートブック」追加 | ○          |
| 準備はいいかい?次のステージ仕様           | 500 ○                        | 上記特典に「オリジナルサウンドトラック未収録劇伴CD“OUTTAKE CD”」追加 | ○          |
| ラッキーボーナス仕様                      | 777 ○                        | 上記特典に「ノンテロップオープニング&エンディング映像」 「ビジュアルコミック CM映像（15秒Ver.&30秒Ver.）」追加 ※プロジェクト開始時には無かったがBD発売確定後、次の指標として急遽追加された仕様                                           | ○          |
| ほんとに日本か!?ここ仕様                  | 900 ○                        | 上記特典に「本編ディスクに英語字幕を表示できる仕様」追加 ※海外ユーザーが受注可能にした際追加された仕様 | ○          |
| 勢いが止まらない… どちらまで?仕様         | 1000 ○                       | 上記特典に「新規書き下ろしストーリーによるオリジナルピクチャードラマ」追加 ※本放送展開時、随時YouTubeで公開された「オーディオドラマ」(全13話) も付属                                                                                     | ○          |
| マジで!?バズってんじゃん!仕様             | 1500 ○                       | 上記特典に「“ミステリーキッス”の幻の2ndシングルという設定で書き下ろした新曲とBD購入者アンケート投票を踏まえ決定した キャラクターソング4曲(全て新規制作。当初は2曲だったが、4200セット達成を受けて新たに2曲追加)の計5曲を収録したEP」追加 | ○          |
| 世界にひとつしかないレアリティ仕様        | 2000 ○                       | 上記特典に「呑楽消しゴム」追加 | ×          |
| ラストボーナス仕様                        | 2500 ○                       | 上記特典に描き下ろしイラストBOXとデザインを合わせた 「ビジュアルコミック全4巻分の着せ替えカバー」追加 ※プロジェクト開始時には無かったが2000セット受注達成後、次の指標として急遽追加された仕様                                            | ×          |
| てっぺんからの景色 見せてやりたいんだ仕様 | 3000 ○                       | 上記特典に「小戸川フィギュア」追加 | ×          |

## オーディオドラマ
長嶋がボールペン型の盗聴器の電波を傍受してアップロードしたという設定で、番組公式YouTubeチャンネルで公開。毎週アニメの放送終了後に更新された。

アニメ同様に脚本は此元和津也の書き下ろし。
| 話数      | サブタイトル               |
| --------- | -------------------------- |
| 第1.3話   | 幸せのボールペン           |
| 第2.5話   | 絶対絶対秘密だよ♥          |
| 第3.5話   | 昼のグルメロケ             |
| 第4.6話   | 小戸川の鼻唄               |
| 第5.6話   | 余計なお世話               |
| 第6.7話   | ルイたんとババにゃん       |
| 第7.8話   | JUSTICE part.2             |
| 第8.8話   | ロートルの戯言             |
| 第9.9話   | ワンマンショー             |
| 第10.10話 | マネージャーの憂鬱         |
| 第11.10話 | The cat is out of the bag. |
| 第12.11話 | 渋谷駅新南口の喧騒         |
| 第13.13話 | 本日貸切                   |

## 映画
『映画 オッドタクシー イン・ザ・ウッズ』のタイトルで2022年4月1日に劇場公開。配給はアスミック・エース。興行収入は2億360万円。テレビシリーズのスタッフやキャストが再集結した。
テレビシリーズに新規カットを加えた作品であるが、テレビシリーズから映画への再構成は三部に大別される。前半はテレビシリーズからの再構成と、小戸川に関わった登場人物の証言という新規制作シーンが、交互に繰り返される。ただし馬場、長嶋、呑楽は証言に登場せず、映画での登場シーン自体も非常に少ないほか、黒田は一切登場していない。後半では証言が終了し、テレビシリーズからの再構成のみとなる。証言シーンの時系列はオッドタクシー作戦決行前日の12月24日である。テレビシリーズでのラストシーンは、小戸川が和田垣を乗せた所で終わったが、映画ではこの後の話が描かれ、エンドロール後のラストシーンは実写映像まで使われているが、配信版では実写映像のシーンはカットされた。
4月4日に発表された2、3日の週末動員&興行収入ランキングで初登場10位となった。公開からわずか3日で累計興行収入が5200万円を突破し、叶美香が「可愛い見た目にだまされました。ドロドロな嫉妬や毒や闇が、なんともキュートなキャラクターたちに隠れて忍び寄る“怖（コワ）カワイイ”ミステリーサスペンスアニメですね。アニメの伏線回収が、また映画でも楽しめますよ」とコメントを寄せた。その後、公開から4週で小規模公開ながら累計興行収入が1億3000万円を突破した。
2022年7月1日には各動画配信サービスでレンタルのみの限定配信が行われ、その後2022年9月9日よりAmazonプライム・ビデオで見放題独占配信が開始。

### Blu-ray / DVD（映画）
発売・販売元はポニーキャニオン。2023年1月25日に発売。
- 映画 オッドタクシー イン・ザ・ウッズ 通常版（1枚組、Blu-ray / DVDでリリース）
  - 本編映像のみ収録。
- 映画 オッドタクシー イン・ザ・ウッズ 初回限定生産版Blu-ray（3枚組、Blu-rayでリリース）
  - 本編ディスク（通常版と共通）
  - 特典CD2枚組
    - ディスク1:2019
      - 『2019』をオーディオドラマ化。

    - ディスク2:証言集
      - ブックレットに収録の証言メモと繋がる内容となっている。

  - 特典
    - 特製ブックレット（40P）
      - 入場者プレゼントで配布された証言メモを再録するほか、映画用の資料やコンテを収録。

## 舞台
『舞台「オッドタクシー 金剛石（ダイヤモンド）は傷つかない」』のタイトルで舞台化。ミステリーキッスを中心にしたストーリーで、第11話の二階堂ルイの回想における、本編から2年前となる2019年のミステリーキッスの結成秘話が描かれる。当初は2022年7月14日から18日に東京で上演予定だったが、舞台関係者の新型コロナウイルス感染を受けて全公演中止となり、2023年1月と2月に東京と大阪で延期公演を実施。
同年11月にミステリーキッスのキャスト4名が一新された再演が公演されることになった。再演は東京と神奈川での公演の他に、当初は福岡と大阪での公演も予定されていたが、制作上の都合による問題で中止になった。

### 公演日程
初演
2023年1月25日 - 31日、東京 大手町三井ホール
2023年2月4日・5日、大阪 COOL JAPAN PARK OSAKA TTホール
再演
2023年11月8日 - 12日、東京 シアター1010
2023年11月25日 - 26日、神奈川 海老名市文化会館 大ホール

### キャスト
- 二階堂ルイ - 小栗有以（AKB48）（初演） / 伊藤理々杏（乃木坂46）（再演）
- 和田垣さくら - 濱岸ひより（日向坂46）（初演） / 佐藤璃果（乃木坂46）（再演）
- 市村しほ - 鈴木瞳美（≠ME）（初演） / 田口愛佳（AKB48）（再演）
- 三矢ユキ - 山口乃々華（東京公演は声のみ代役）[31][32]（初演） / 行天優莉奈（AKB48）（再演）
- 山本 - 吉田宗洋
- 今井 - 千葉瑞己
- 溝渕 - 後藤健流（初演） / 古謝那伊留（再演）
- 竹田 - 尾崎尉二
- 馬場 - 中村ヒロユキ（ボクらの罪団）
- 柴垣 - 矢野たけし
- 大門兄 - 青地洋
- 四ツ橋サクヤ - 高橋雄一（初演） / 岡部直弥（再演）
- 大門弟 - 榊原美鳳
- 丹羽哲弘 - 牟田浩二
- 和田垣母 - 遠山景織子
- アンサンブル（初演） - 林奈央、松田恵利華、渡辺恵理
- アンサンブル（再演） - 津野田稀望、髙村美緒、渡辺恵理

### スタッフ（舞台）
- 原作 - P.I.C.S.
- 脚本 - 此元和津也、伊達さん（大人のカフェ）
- キャラクター原案 - 木下麦
- 演出 - なるせゆうせい
- 音楽 - PUNPEE、VaVa、OMSB
- 劇中歌 - 「金剛石ヒューマン」作詞：福富優樹（Homecomings)、作曲：畳野彩加（Homecomings）、Arrangement, Mix by 加藤修平

## イベント
イベントの多くは新型コロナウイルス感染症の観点からオンライン開催となった。
お客さん、どちらまで?『オッドタクシー』キャストトーク付きヘイタクシー! 先行上映会
2021年3月20日、よしもと有楽町シアターで開催、オンライン試聴可、全1回。第1話から第4話までを一挙に先行上映したほか、小戸川役の花江夏樹、白川役の飯田里穂、ホモサピエンス役のダイアン、煩悩イルミネーション役のガーリィレコードによるキャストトークも行われた。

オッドタクシー寄席
さまざまな出し物が集う寄席のように、毎回『オッドタクシー』ならではの演目を披露していくというイベント。
- オッドタクシー寄席 4月席
  - 2021年4月29日、オンライン開催、全1回。剛力役の木村良平、田中役の斉藤壮馬、ガーリィレコードが登壇し、それぞれが印象に残っているシーンをピックアップしてトークしたり、事前に募集した質問に答えたり、剛力と田中をメインにした朗読劇、大喜利コーナーなど行われた。朗読劇の台本は後日、WEB上でも公開されたほか、映画パンフレットにも掲載された。

- オッドタクシー寄席 5月席
  - 2021年5月30日、オンライン開催、全1回。二階堂ルイ役の三森すずこ、市村しほ役の小泉萌香、三矢ユキ役の村上まなつが登壇し、ミステリーキッスのキャスト3人が揃っているという事でそれに因んだトークをしたり、前回同様に事前に募集した質問に答えたり、YouTubeで公開されているオーディオドラマから第2.5話「絶対絶対秘密だよ♥」を改めて朗読するなどが行われた。

- オッドタクシー寄席 6月席
  - 2021年6月20日、オンライン開催、全1回。劇伴を担当したPUNPEE、VaVaと、ヤノ役のMETEORが登壇し、「オッドタクシー」の楽曲の制作裏話をはじめとしたトークなどが行われた。OMSBも出演が予定されていたが、体調不良でキャンセルになった。

オッドタクシー×Oshito 木下麦監督サイン会&小戸川着ぐるみ撮影会
2021年7月3日、Creators' Merch "Oshito"で開催、全3回。サイン会はイベント当日に対象商品2点購入者の購入品1点にサインする。小戸川着ぐるみ撮影会は来店者なら誰でも参加できた。

「オッドタクシー」 ON AIRお疲れSUMMER＆弥明後日も五明後日もまだまだ楽しめます！見どころ振り返りSPイベント
2021年7月15日、オンライン開催、全1回。小戸川役の花江夏樹やダイアンらが登壇し、名シーンを振り返りながらアニメの魅力を掘り下げたり、名シーンの生アフレコや、劇中歌「壁の向こうに笑い声を聞きましたか」を担当したトニーフランクによるライブも実施。

「超常恋現象」発売記念イベント オンライン個別お話し会
2021年7月17日、オンライン開催、全3部（メンバー全員が一同に揃うのではなく一人が1部ずつ担当）。1部が市村しほ役の小泉萌香、2部が二階堂ルイ役の三森すずこ、3部が三矢ユキ役の村上まなつの担当回。「超常恋現象」のCDに封入されている応募券に沿って申込受付期間内に応募者の中から抽選で参加可能で、「WithLIVE」アプリを使用してオンライン上で出演者とトークが20秒できた。

オッドタクシー考察配信 壁の向こうで見てたファンの語らい
2021年8月7日、オンライン開催、全1回。天津向と平成ノブシコブシの徳井健太をMCに迎え、三矢ユキ役の村上まなつが登壇。玲奈役の神楽千歌も出演が予定されていたが、諸事情でキャンセルになった。

TVアニメ「オッドタクシー」トークライブ『どちらまで？』
2021年10月16日、梅田Lateralで開催、オンライン試聴可、全1回。ピン芸人のあずき坊主をMCに迎え、監督の木下、ヤノ役のMETEOR、関口役の堀井茶渡が登壇し、本作の魅力や収録時の思い出などを語った。

オッドタクシーフェス（ODD FES）
2022年6月18日、なかのZERO大ホールで開催、オンライン試聴可、全2回。オッドタクシーならではの「アニメ」「お笑い」「音楽」の3要素を融合したスペシャルイベント。ニューヨーク（第一部）とNON STYLEの井上裕介（第二部）をMCに迎え、キャストとして白川役の飯田里穂、市村しほ役の小泉萌香、三矢ユキ役の村上まなつ、柴垣役のユースケ（ダイアン）、馬場役の津田篤宏（ダイアン）、大門兄弟役のミキ、樺沢役のたかし（トレンディエンジェル）、タエ子役の村上知子（森三中）、福本役の高井佳佑（ガーリィレコード）、近藤役のフェニックス（ガーリィレコード）、今井役の酒井広大、関口役の堀井茶渡、ヤノ役のMETEOR、アーティストとしてスカート、PUNPEE、トニーフランク、VaVa、OMSB、芸人として天津向をゲストにトークやアーティストによるライブ、キャスト全員による此元和津也書き下ろしの新作朗読劇を行った。

## 漫画

### 本編
肋家竹一による漫画が、スペリオール・ダルパナ / ビッグコミックス（小学館）より2021年1月15日から2022年6月10日まで隔週金曜日に本編全35話が電子書籍配信され、2022年7月8日と7月22日に特別編「2019」のコミカライズ版が前後編形式で配信された。内容は原作を忠実に再現している一方、一部の展開が変更されている。単行本は全5巻が発売され、電子書籍版に一部修正がなされている。
1. 2021年3月30日発売[42]、ISBN 978-4-09-861014-3
2. 2021年6月30日発売[43]、ISBN 978-4-09-861089-1
3. 2021年11月30日発売[44]、ISBN 978-4-09-861192-8
4. 2022年3月30日発売[45]、ISBN 978-4-09-861294-9
5. 2022年7月29日発売[46]、ISBN 978-4-09-861385-4

## 小説
オッドタクシー
著：涌井学、脚本：此元和津也
小学館文庫刊、2021年7月6日発売、ISBN 978-4-09-407043-9
本作のノベライズ。アニメ全13話のストーリーを小戸川の視点で描く。アニメのストーリーを忠実に再現している一方、一部独自の描写が見られる。

## 関連書籍
オッドタクシー オフィシャルブック
東京ニュース通信社刊、2021年7月5日発売、ISBN 978-4-86701-276-5
本作の公式ファンブック。全キャラクターやストーリー解説、キャスト陣やスタッフのインタビュー、美術設定に加えて、作中で起きた事件の時系列や袋とじとして此元和津也書き下ろしによるヤノにスポットを当てたストーリー「2019」を収録。
オッドタクシー 原画・設定資料集
東京ニュース通信社刊、2022年4月1日発売、ISBN 978-4-86701-417-2
全13話の原画や名シーンの絵コンテ、色彩設定、主要スタッフの新規インタビューなどを収録。

## Webラジオ

### 超!A&G+版
文化放送のストリーミング配信チャンネル『超!A&G+』の単発番組として『小泉・村上のオッドタクシーラジオ』のタイトルで2021年5月7日16:00 - 17:00に配信され、同日17:00にYouTube『文化放送A&Gチャンネル』でアーカイブ配信もされた。パーソナリティーは市村しほ役の小泉萌香と三矢ユキ役の村上まなつで、ゲストとして花音役の汐宮あまねと玲奈役の神楽千歌が出演。本作の情報や、物語の軸となる「タクシー」や「ミステリー」にちなんだコーナーが展開された。

### 音泉版
『ODDTAXI RADIO〜今いい感じなんです〜（オッドタクシーラジオ いまいいかんじなんです）』は、音泉及びオッドタクシー公式YouTubeチャンネルで2021年10月29日から2023年1月20日まで不定期配信されたオッドタクシーの関連番組。パーソナリティーはプロデューサーの平賀大介（P.I.C.S.）と伊藤裕史（ポニーキャニオン）。番組構成を、本作の考察動画をYouTubeに投稿するほどのアニメオタク芸人・天津向が担当。Blu-ray BOXの受注数4400セット達成を受けて配信が決定。毎回本作の声優陣などオッドタクシーに関連したゲストを招き、トークを繰り広げる。『今いい感じなんです』のタイトルは、8話で山本が発した台詞からの引用。
ゲスト
- 第1回（2021年10月29日配信）- 花江夏樹（小戸川役）
- 第2回（2021年11月19日配信）- 飯田里穂（白川役）、ゲヘイロ笹森（カポエィラ・テンポ笹森道場師範）
- 第3回（2021年12月3日配信）- 肋家竹一（コミカライズ作画）、一宮大介（コミカライズ担当編集）
- 第4回（2021年12月17日配信） - ジャミニ(双子VTuber（ソナ・テナ））
- 第5回（2022年1月7日配信）- 堀井茶渡（関口役）、METEOR（ヤノ役）
- 第6回（2022年1月21日配信）- 古川慎（山本役）
- 第7回（2022年2月4日配信）- まどか社長&ハマちゃん（デザインスタジオ .MP所属）
- 第8回（2022年2月18日配信）- 浜田賢二（ドブ役）
- 第9回（2022年3月2日配信）- 辻（ニッポンの社長）
- 第10回（2022年3月16日配信）- 酒井広大（今井役）
- 第11回（2022年3月30日配信）- 此元和津也（脚本家）、木下麦（監督）
- 第12回（2022年4月13日配信）- 増田岳哉（SUMMIT所属）
- 第13回（2022年4月27日配信）- 三森すずこ（二階堂ルイ役）
- 第14回（2022年5月11日配信）- 吉田光平（音響監督）
- 第15回（2022年5月27日配信）- 山田遼志（オープニングアニメーション担当）
- 第16回（2022年6月10日配信）- 小泉萌香（市村しほ役）
- 第17回（2022年6月24日配信）- 巧舟（ゲームクリエイター）
- 第18回（2022年7月13日配信予定（配信中止））- 小栗有以（舞台版二階堂ルイ役）
- 第19回（2022年7月29日配信）- 村上まなつ（三矢ユキ役）
- 第20回（2022年8月26日配信）-  金子（大日本印刷）
- 第21回（2022年9月30日配信）- 加藤、阿久津（キャラクターフレグランス専門店「primaniacs」）
- 第22回（2022年11月11日配信）- 山口勝平（柿花役）
- 第23回（2022年12月16日配信）- 小栗有以（舞台版二階堂ルイ役）
- 第24回（2023年1月20日配信）- 濱岸ひより（舞台版和田垣さくら役）

#### 特別版（音泉版）
ODDTAXI RADIO〜今いい感じなんです〜AnimeJapan出張版
2022年3月27日に東京ビッグサイトで開催された『AnimeJapan2022』ポニーキャニオンブースで映画公開を記念して実施。ゲストは木村良平（剛力役）。
ODDTAXI RADIO〜まだまだ、いい感じなんです！生配信特番〜
2022年7月1日に実施された番組初の生配信特番。ゲストは飯田里穂と小栗有以。番組は2部構成であり、トークパートを第1部（無料）、6月18日に開催された『オッドタクシーフェス』の新作朗読劇を同時視聴して振り返るパートを第2部（有料）としている。

## コラボレーション
Tokyo Prime
2021年4月5日から4月25日、6月14日から6月27日の期間に、株式会社IRISと株式会社Mobility Technologiesがオッドタクシーの製作委員会と共同でタクシー・サイネージメディア「Tokyo Prime」内でシートベルト啓蒙を目的としたコラボ動画を放映した。

PUI PUI モルカー
2021年6月10日に発売されたアニメ専門誌『アニメージュ』7月号にて『モルカー』の監督・見里朝希と本作の監督・木下とのスペシャル対談が掲載され、これを記念して木下のTwitterで小戸川をモルカー化したスペシャルイラストが寄稿された。

孤狼の血 LEVEL2
2021年8月20日公開の『孤狼の血 LEVEL2』のコラボプロジェクト『コロウノチVS』の一環として本作と『孤狼の血 LEVEL2』のコラボPVがYouTube上で公開されたほか、監督・木下が書き下ろした『孤狼の血 LEVEL2』のポスタービジュアルを模したコラボイラストがTwitterなどで掲載された。

梅田Lateral（大阪府）
2021年10月11日から10月24日までコラボカフェが開催。来店にはオンラインでの予約が必要。作品や登場するキャラクターにちなんだコラボメニューが提供され、注文特典としてキャラクターがデザインされたコースターが各9種ランダムで配布されたほか、関連グッズの売店も併設された。

SaunaCamp.
劇中でサウナの描写がある本作とのコラボ企画として『ODDSauna.（オッドサウナ）』を展開し、監督・木下やキャラクターデザイン・中山が書き下ろしたコラボイラストを使用したコラボグッズも販売。

GO
タクシー配車アプリであるGOとのコラボレーションCMが展開された。映画公開にあわせて【大門兄弟編】と【ヤノと関口編】の2タイプが2022年3月18日から「オッドタクシー」公式YouTubeチャンネルで公開。2022年4月11日からの再放送でも放映された。

ミッドナイトボートレース
2022年と2023年にコラボ企画として『ODD NIGHT BOATRACE（オッドナイトボートレース）』を展開し、監督・木下が書き下ろしたコラボイラストのスマホ壁紙やX（旧Twitter）と連動したコラボグッズが当たるキャンペーンを実施した。コラボサイトではスペシャルムービーを公開。

## 新プロジェクト

### 漫画『RoOT / ルート オブ オッドタクシー 』
肋家竹一による漫画が、スペリオール・ダルパナ（小学館）にて、2023年2月24日より隔週金曜日更新で電子書籍配信されている。新キャラクターの佐藤と玲奈を主役に捉え、一連の事件の裏側が二人の視点から語られる物語となっている。